# Jean Lapierre (syndicaliste)
Pour les articles homonymes, voir Jean Lapierre et Lapierre.
Jean Lapierre est un syndicaliste québécois qui fut président du Syndicat des cols bleus regroupés de Montréal (SCFP section locale 301) de 1985 à 2003. Né dans le quartier de Rosemont à Montréal, il est le sixième enfant d'une famille de neuf. Son père se nomme Jean Lapierre comme lui.

## Les débuts
L'électromécanicien entre à l'emploi de la Ville de Montréal en 1973. Deux ans après son embauche, il est installé dans ses premières fonctions syndicales. Il gravit les échelons, passe directeur syndical en 1979 et le 21 mars 1985 il bat aux élections le président sortant, Réjean Gauthier. (Ce dernier deviendra permanent syndical au Syndicat canadien de la fonction publique jusqu'à sa retraite.) C'est notamment grâce à une équipe politique, nommée "Équipe Unité", que Jean Lapierre remporte son premier mandat à la présidence.
Pendant sa présidence, il contribue à l'accroissement constant des conditions de travail et à la stabilité d'emploi des travailleurs[non neutre] cols bleus de la ville de Montréal. Sous ses mandats, le syndicat grossit et il vient à représenter divers organismes (secteur para-municipal) ainsi que des entreprises privées. En 2003, il compte près de 8 000 membres. Il mène également une chaude lutte afin de contrer la privatisation de la production et de la distribution de l'eau potable dans la ville et dans la province de Québec.

## Un certain radicalisme
Sa carrière est marquée par un évènement qui frappa l'imaginaire populaire : son emprisonnement de 29 jours en avril 1999, avec son camarade de lutte et trésorier, Denis Maynard. Cet emprisonnement résulte  d'une émeute de travailleurs que Lapierre a coordonnée. Lors de cette émeute — qui s'était tenue durant une période de négociation —, des ouvriers casqués, utilisant des équipements de protection sportifs, affrontent la brigade anti-émeutes et enfoncent les portes de l'hôtel de ville de Montréal à l'aide de béliers improvisés.

## Une implication politique active
Jean Lapierre a également milité dans les rangs du Parti québécois, un parti politique social démocrate pronant la souveraineté du Québec. Il a été président de l'organisation locale dans la circonscription de Vachon.
Il est également un membre fondateur du club politique péquiste SPQlibre.

## Un retrait dans la continuité
Jean Lapierre demeure président pendant 18 ans. Le 7 avril 2003, il se retire de la présidence et recommande aux membres du syndicat d'opter pour son collègue soudeur issu de la même équipe mais ayant travaillé pour la Communauté urbaine de Montréal, Michel Parent. Ce dernier l'emporte facilement avec plus de 90 % des voix contre son opposant indépendant et ex-membre de l'équipe Unité, Alain Levesque.

## Une présence active dans le syndicat
Lapierre demeure tout de même un conseiller rapproché du nouveau président et reste à l'emploi du syndicat en plus d'avoir été nommé membre honoraire à vie, à l'instar de son épouse, par l'assemblée générale du syndicat.
Son embauche à titre de salarié provoque une controverse parmi les membres du syndicat et dans les médias alors que certains faits révèlent qu'il a lui-même négocié son contrat avant son retrait de la présidence. Cette crise sera sans lendemain et il restera très impliqué au sein du syndicat des cols bleus. Une statue, érigée à son effigie devant l'immeuble du syndicat, suscitera également la controverse. Cette statue fut déboulonnée le 2022-10-19.